# Maisons-Laffitte (tổng)
Tổng Maisons-Laffitte là một tổng của Pháp, tọa lạc tại tỉnh Yvelines trong vùng Île-de-France của Pháp.

## Phân chia hành chính
Tổng Maisons-Laffitte bao gồm 2 xã: 
- Maisons-Laffitte: 21 856 dân (thủ phủ của tổng),
- Le Mesnil-le-Roi: 6 207 dân.